# Полосатый ёрш
Полосатый ёрш (лат. Gymnocephalus schraetser) — вид лучепёрых рыб из семейства окунёвых (Percidae).

## Биологическое описание
Длина тела 15—18 см (максимум — 30 см), масса до 250 г. Характерным признаком является наличие 3—4 продольных тёмных полос на боковых сторонах. Общие черты биологии и жизненного цикла совпадают с таковыми обыкновенного ерша.
Этот вид населяет бассейн Дуная от Баварии до устья, а также изолирован от Дуная бассейном реки Камча в Болгарии. Кроме того, встречается в Чёрном море в опреснённой части перед дельтой Дуная. На территории Украины полосатый ёрш встречается в устье Дуная (найден в районе г. Измаил и в Дунайском биосферном заповеднике), а также на территории Закарпатской области в нижней части притоков реки Тиса.
Полосатый ёрш ещё достаточно обычный вид, но на большей части ареала стал редким. Места обитания — участки рек с чистой водой, песчаным дном с примесью гальки и щебня. Днём обычно держится на глубине, в тени, ночью перемещается на мелководные перекаты. Оптимальный диапазон рН — 7,0—7,5; активный при температуре воды 4—18° С.
Основные объекты питания — мелкие ракообразные, личинки насекомых, донные черви, икра и молодь других рыб.
Нерест происходит в апреле—мае (в устье Дуная — раньше, в верховьях бассейна — позже) плодовитость самок длиной 10—12 см — от 65 тысяч до около 100 тысяч икринок. Икру откладывает на песчано-каменистое дно отдельными (до трёх) порциями.
В первые два года жизни рост интенсивный, позднее он замедляется.

## Охрана
Полосатый ёрш является видом, вызывающем наименьшие опасения. Он занесён в Красный список МСОП и Красную книгу Украины.